# Pujerra
Pujerra település Spanyolországban, Málaga tartományban. Pujerra Júzcar, Cartajima, Igualeja és Benahavís községekkel határos. Lakosainak száma 290 fő (2024).

## Népesség
A település népessége az elmúlt években az alábbi módon változott:
| Lakosok száma | 295  | 320  | 328  | 337  | 326  | 294  | 307  | 301  | 274  | 290  |
|               | 2001 | 2004 | 2007 | 2009 | 2012 | 2014 | 2017 | 2019 | 2022 | 2024 |